# Василівська волость (Павлоградський повіт)
Василівська волость — історична адміністративно-територіальна одиниця Павлоградського повіту Катеринославської губернії.
Станом на 1886 рік — складалася з 10 поселень, 10 сільських громад. Населення 2827 — осіб (1435 чоловічої статі та 1392 — жіночої), 520 дворових господарства.
|                     | Площа, десятин | У тому числі орної, дес. |
| ------------------- | -------------- | ------------------------ |
| Сільських громад    | 2317           | 2034                     |
| Приватної власності | 26769          | 8083                     |
| Казенної власності  | —              | —                        |
| Іншої власності     | 229            | 66                       |
| Загалом             | 29315          | 10183                    |

Найбільші поселення волості:
- Василівка — село при річці Дніпро за 70 верст від повітового міста, 734 особи, 132 двори, православна церква, школа, 2 лавки. За 23 верст — цегельний завод. За 25 верст — залізнична станція Славгород.
- Мар'ївка — село при річці Дніпро, 333 особи, 70 дворів, 2 лавки.
- Славгород — село при річці Осокорівка, 270 осіб, 61 двір, православна церква, 6 лавок, винний склад, лісова пристань, постоялий двір, 2 рейнських погріба, 3 ярмарки, базари по святах.